# Girolamo Marciano
Girolamo Marciano (* 28. Oktober 1571 in Leverano; † 13. Mai 1628 ebenda), auch unter dem Namen Gironimo Marciano bekannt, war ein italienischer Arzt und Literat.

## Leben
Er wurde in Leverano in der Provinz Lecce als Sohn von Merante (oder Merate) und Natalizia Fapane geboren und studierte Medizin am Almo Collegio Salernitano, wo er am 10. Juli 1592 seinen Abschluss machte. Er war ein Schüler von Metello Grillo und sein Förderer war Cesare della Calce, außerdem war er ein Kollege und Freund des großen Mathematikers und Astronomen Giovanni Camillo Gloriosi. Anschließend kehrte er nach Leverano zurück, wo er sich niederließ und den Arztberuf ausübte. Er heiratete Portia Grande und wurde 1627 Bürgermeister von Leverano. Er starb in Leverano, wo er in der Familienkapelle der Mutterkirche beigesetzt wurde.

## Werk
Er verfasste eine enzyklopädische Dissertation mit dem Titel „Descrizione, origine e successi della provincia di Otranto“ (Beschreibung, Ursprung und Erfolge der Provinz Otranto), in die er seine humanistischen und wissenschaftlichen Kenntnisse einfließen ließ. Die in vier Büchern herausgegebene Beschreibung wurde erst 1855 in Neapel veröffentlicht. 
Im Werk sind innovative Elemente für die humanistische Chorologie erkennbar: die Verwendung von Epigraphik, Archäologie, Altertumswissenschaft und Ethnologie in der Herangehensweise an Geschichte und Geographie; die persönliche ethische und didaktische Auseinandersetzung mit Orten und der Entwicklung der Topographie. Das erste der vier Bücher befasst sich mit den Intentionen des Autors; im zweiten wechseln sich chorografische Informationen mit anderen Exkursen über Natur und Bräuche ab; das dritte Buch gibt einen Überblick über die See- und Küstenzentren des Salento, während das vierte Buch die Städte im Landesinneren beschreibt. Auch die lokalen Kulte, die Streitigkeiten um das Patronat und die Bräuche der Bevölkerung werden behandelt.
Die Beschreibung stellte die wichtigste Stütze für eine große Gruppe von Reisenden und Gelehrten des 18. und 19. Jahrhunderts dar, darunter Giovan Battista Pacichelli, Ferdinand Gregorovius, Sigismondo Castromediano und Cosimo De Giorgi.
Die Beschreibungskodizes werden in den Nationalbibliotheken von Bari und Neapel, den Provinzbibliotheken von Avellino und Lecce, den städtischen Bibliotheken von Manduria und Taranto und der öffentlichen erzbischöflichen Bibliothek von Brindisi aufbewahrt. Das Werk wurde 1996 mit finanzieller Unterstützung der Provinz Lecce auf Vorschlag der Gemeinde Leverano nachgedruckt.
Marciano untersuchte von Tarantismus betroffene Menschen und wies darauf hin, dass diese nicht nur zu bestimmten musikalischen Kompositionen, sondern auch zu bestimmten Farben und Tänzen neigten.